# Politização da ciência
A politização da ciência para ganhos políticos ocorre quando governos, empresas ou grupos de interesse usam pressão legal ou econômica para influenciar os resultados de pesquisas científicas ou a forma como são divulgados, relatados ou interpretados. A politização da ciência também pode afectar negativamente a liberdade acadêmica e científica e, como resultado, é considerado um tabu misturar política com ciência. Historicamente, diferentes grupos conduziram várias campanhas para promover os seus interesses, desafiando o consenso científico em um esforço para manipular as políticas públicas. Muitos fatores podem atuar como facetas da politização da ciência e podem variar, por exemplo, desde o anti-intelectualismo populista e aquilo que é visto como "ameaça" à crença religiosa até ao subjetivismo pós-modernista, os interesses empresariais, preconceitos ideológicos acadêmicos institucionais ou preconceitos potencialmente implícitos entre os próprios pesquisadores.
A politização ocorre à medida que a informação científica é apresentada com ênfase na incerteza associada à interpretação das evidências científicas. A ênfase capitaliza a falta de consenso, que influencia a forma como os estudos são percebidos. O jornalista estadunidense Chris Mooney descreve como este ponto às vezes é intencionalmente ignorado como parte de uma "tática orwelliana". As organizações e os políticos procuram rejeitar qualquer discussão sobre algumas questões como “a conclusão mais provável ainda é incerta”, em oposição a “as conclusões são mais cientificamente prováveis”, com o objetivo de desacreditar ainda mais os estudos científicos. Táticas como mudar de assunto, não reconhecer os fatos e capitalizar as dúvidas sobre o consenso científico têm sido utilizadas para ganhar mais atenção para pontos de vista que foram minados por provas científicas.
William R. Freudenburg e colegas escreveram sobre a politização da ciência como uma técnica retórica e afirmam que é uma tentativa de transferir o ônus da prova num argumento. Ele dá o exemplo dos lobistas do cigarro que se opõem às leis que desencorajariam o fumo. Os lobistas banalizam as evidências como incertas, enfatizando a falta de conclusão. Freudenberg conclui que os políticos e os grupos de pressão são muitas vezes capazes de realizar "esforços bem-sucedidos para defender a plena 'certeza científica' antes de se poder dizer que uma regulamentação é 'justificada' e sustentam que o que é necessário é uma abordagem equilibrada que considere cuidadosamente os riscos de erros do Tipo 1 e do Tipo 2 em uma situação, observando que as conclusões científicas são sempre provisórias.